# Obruby
Obruby (en allemand : Wobrub) est une commune du district de Mladá Boleslav, dans la région de Bohême-Centrale, en République tchèque. Sa population s'élevait à 249 habitants en 2020.

## Géographie
Obruby se trouve à 11 km au sud-est de Mnichovo Hradiště, à 14 km au nord-est de Mladá Boleslav et à 63 km au nord-est de Prague.
La commune est limitée par Kněžmost au nord, par Přepeře et Dolní Bousov à l'est, par Rohatsko et Bechov, un quartier exclavé de Dolní Bousov, au sud, et par Obrubce à l'ouest.

## Histoire
La première mention écrite de la localité date de 1408.

## Transports
Par la route, Obruby se trouve à 12 km de Mnichovo Hradiště, à 16 km de Mladá Boleslav et à 72 km du centre de Prague.